# 연관 다발
위상수학에서 연관 다발(聯關-, 영어: associated bundle)은 위상군의 작용을 갖는 위상 공간 및 같은 위상군에 대한 주다발로부터 구성되는, 전자를 올로 갖는 올다발이다.

## 정의
다음 데이터가 주어졌다고 하자.
- 위상 공간 {\displaystyle X}
- 위상군 {\displaystyle G}
- {\displaystyle G}-주다발 {\displaystyle \pi \colon P\to X}
- 위상 공간 {\displaystyle F}
- {\displaystyle G}의, 위상 공간 {\displaystyle F} 위의 연속 왼쪽 작용 {\displaystyle \rho \colon G\times F\to F}

그렇다면, 다음과 같은 위상 공간을 생각하자.
{\displaystyle E=P\times _{G}F={\frac {P\times F}{(p,g\cdot f)\sim (p\cdot g,f)}}}
이는 사영 함수
{\displaystyle \pi \colon [(p,v)]\mapsto p}
를 통해, 올이 {\displaystyle F}인, {\displaystyle X} 위의 올다발을 이룬다. 이를 연관 다발이라고 한다.

### 연관 벡터 다발
특히, {\displaystyle F}가 유한 차원 실수 벡터 공간이며, {\displaystyle \rho \colon G\to \operatorname {GL} (V;\mathbb {R} )}가 {\displaystyle G}의 연속 유한 차원 실수 표현이라고 하자. 그렇다면, 연관 다발 {\displaystyle E} 위에는 {\displaystyle V}로부터 오는, 표준적인 {\displaystyle B} 위의 벡터 다발 구조가 존재한다. 즉, 각 올 {\displaystyle E_{x}} 위에는 벡터 공간 구조
{\displaystyle t[(p,v)]=[(p,tv)]\qquad (p\in P,\;v\in V,\;t\in \mathbb {R} )}
{\displaystyle [(p,v)]+[(p\cdot g^{-1},v')]=[(p,v+\rho (g)v')]\qquad (p\in P,\;v,v'\in V,\;g\in G)}
가 주어진다. 이를 {\displaystyle (X,G,P,V,\pi ,\rho )}의 연관 벡터 다발(영어: associated vector bundle)이라고 한다.

## 예
{\displaystyle G=\{\pm 1\}}가 2차 순환군이며,
{\displaystyle X=\mathbb {S} ^{1}={\frac {\mathbb {R} }{t\sim t+1\;\forall t\in \mathbb {R} }}}
가 원이라고 하자. 그렇다면, 원의 2겹 피복 공간
{\displaystyle \pi \colon \mathbb {S} ^{1}\twoheadrightarrow \mathbb {S} ^{1}}
{\displaystyle \pi \colon [t]\mapsto [2t]}
은 자연스럽게 {\displaystyle G}-주다발을 이룬다. 즉, 그 위의 {\displaystyle G}-작용은 다음과 같다.
{\displaystyle g\colon [t]\mapsto \left[t+{\frac {1-g}{2}}\right]\qquad (g\in \{\pm 1\})}
{\displaystyle G}는 자연스러운 1차원 실수 표현
{\displaystyle g\cdot a=ga\qquad (g\in \{\pm 1\},\;a\in \mathbb {R} )}
을 가지며, 이에 대한 연관 벡터 다발은 (원 위의 1차원 벡터 다발로 여긴) 뫼비우스의 띠이다.